# Beccles Town F.C.
Beccles Town Football Club là một câu lạc bộ bóng đá Anh đến từ Beccles, Suffolk. Họ có biệt danh 'The Wherrymen', vì Beccles một thời từng là thị trấn buôn bán tấp nập ở River Waveney. Hiện tại họ đang thi đấu ở Anglian Combination Division One trên sân nhà College Meadow, là thành viên của Suffolk County FA.

## Lịch sử
Câu lạc bộ được thành lập năm 1919 với tên gọi Beccles F.C., vô địch Suffolk Senior Cup năm 1920 và 1922. They won the Suffolk Junior Cup in 1939, và Suffolk Minor Cup năm 1948 và 1949. Họ thi đấu ở FA Cup 7 mùa trong thập niên 1950 khi là thành viên của Norfolk & Suffolk League, vào đến Vòng loại 3 ba lần. Câu lạc bộ gia nhập Anglian Combination khi Norfolk & Suffolk League hợp nhất với East Anglian League năm 1964. Beccles vô địch Anglian Combination Division Three mùa giải 1971–72, giành quyền thăng hạng Division Two. Sau khi đứng thứ 2 ở mùa sau đó, câu lạc bộ lên đến Division One. Câu lạc bộ này đứng thứ 2 ở Division One mùa giải 1976–77 và một lần nữa ở mùa 1985–86. Trong suốt khoảng thời gian này, Beccles tham dự FA Vase 4 lần và vào Vòng 1 năm 1979. Beccles vô địch Division One mùa giải 2001–02 và cả Suffolk Senior Cup lần thứ 3 năm 2009, khi đánh bại Crane Sports với tỉ số 1–0.

## Danh hiệu
- Suffolk Senior Cup[1]
  - Vô địch 1919–20, 1921–22, 2008–09
- Suffolk Junior Cup
  - Vô địch 1938–1939
- Suffolk Minor Cup
  - Vô địch 1947–48, 1948–49
- Anglian Combination Division One
  - Vô địch 2001–02
  - Á quân 1976–77, 1985–86
- Anglian Combination Division Two
  - Á quân 1972–73
- Anglian Combination Division Three
  - Vô địch 1971–72

## Kỉ lục
- Thành tích tốt nhất ở FA Cup : Vòng loại 3 1952–53, 1954–55, 1955–56[4]
- Thành tích tốt nhất ở FA Vase : Vòng 1 1978–79